# Methodist Central Hall
El Methodist Central Hall (también conocido como Central Hall Westminster) es un edificio multiusos situado en la Ciudad de Westminster de Londres (Reino Unido), utilizado principalmente como iglesia metodista y centro de conferencias. El edificio, que es una atracción turística, también contiene una galería de arte, un restaurante y oficinas (que albergaron la sede de la Iglesia Metodista de Gran Bretaña hasta el año 2000). Contiene un total de veintidós salas de conferencias, reuniones y seminarios, la más grande de las cuales es el Great Hall, que tiene 2300 asientos. El Methodist Central Hall ocupa la esquina de Tothill Street y Storeys Gate, justo al lado de la Victoria Street de Londres, junto al Queen Elizabeth II Conference Centre y frente a la abadía de Westminster.

## Historia
El Methodist Central Hall fue erigido por los metodistas wesleyanos como uno de sus central halls de uso mixto. El Central Hall no iba a funcionar solo como una iglesia, sino que pretendía ser «de gran servicio para las conferencias sobre cuestiones religiosas, educativas, científicas, filantrópicas y sociales». El edificio fue construido entre 1905 y 1911 en la parcela del Royal Aquarium y del Aquarium Theatre, un complejo de ocio que funcionó con éxito cambiante desde 1876 hasta 1903. La construcción fue financiada entre 1898 y 1908 por el «fondo metodista wesleyano del siglo xx» (o «fondo del millón de guineas», como era conocido popularmente), cuyo objetivo era recaudar un millón de guineas de un millón de metodistas. El fondo cerró en 1904 tras recaudar 1 024 501 guineas (equivalentes a 1 075 727 libras).
El edificio ha albergado varios eventos importantes. En 1914 tuvieron lugar en el Methodist Central Hall reuniones del movimiento suffragette. Estas reuniones fueron recreadas en varias escenas de la película de 2015 Las sufragistas, algunas de las cuales fueron grabadas en el propio edificio.

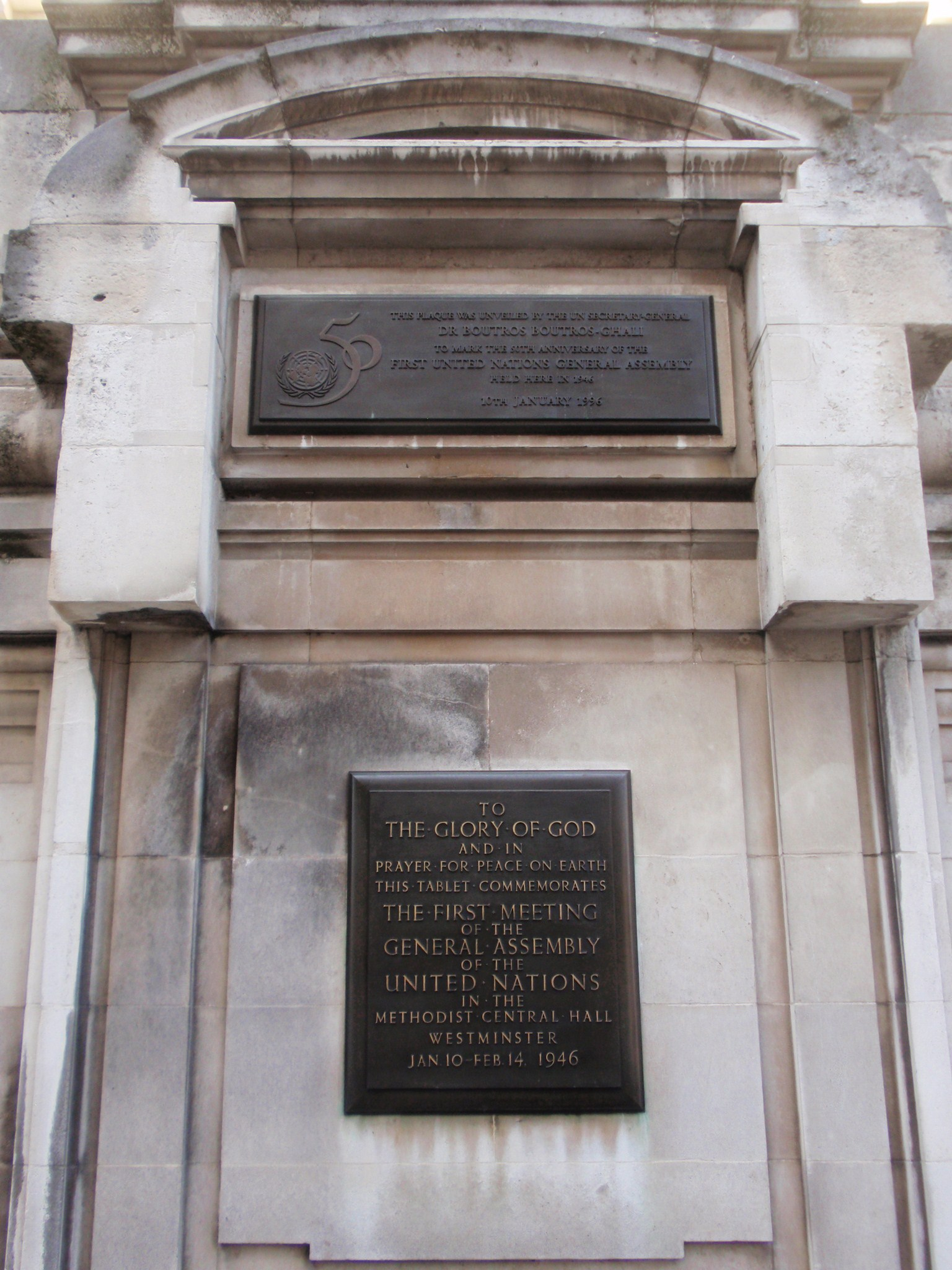
Placa que conmemora el 50.º aniversario de la primera reunión de la Asamblea General de las Naciones Unidas en el Methodist Central Hall.

En 1946 el Methodist Central Hall albergó la primera reunión de la Asamblea General de las Naciones Unidas. A cambio del uso del edificio, la asamblea decidió financiar el repintado de las paredes de la iglesia en color azul claro. Mientras estaba siendo usado por la Asamblea General de las Naciones Unidas, la congregación se trasladó al Coliseum Theatre.
También ha sido usado con frecuencia para mítines políticos: entre los oradores que han hablado en él se encuentran Winnie Mandela, Mahatma Gandhi y Mijaíl Gorbachov. En septiembre de 1972, el Conservative Monday Club celebró en el Great Hall un mitin público muy publicitado titulado Halt Immigration Now! («¡Alto a la inmigración ya!»), en el que intervinieron varios oradores destacados, entre los que se encontraban los parlamentarios Ronald Bell, John Biggs-Davison, Harold Soref y John Stokes. El Monday Club continuó usando el edificio hasta 1991, cuando celebró dos seminarios en él.
En 1968, el Central Hall albergó la primera representación pública de la ópera rock de Andrew Lloyd Webber Joseph and the Amazing Technicolor Dreamcoat, en un concierto en el que también participó su padre (el organista William Lloyd Webber, que fue director musical del Central Hall), su hermano (el violonchelista Julian Lloyd Webber) y el pianista John Lill.
A principios de 1966, el trofeo de la Copa Mundial de Fútbol fue expuesto en el Central Hall como preparación para el torneo, que sería celebrado en Inglaterra ese verano. El trofeo fue robado del edificio el 20 de marzo de 1966 y recuperado siete días más tarde en el sur de Londres, pero el ladrón nunca fue capturado. Inglaterra ganó el trofeo cuatro meses después. En 2017, el Central Hall albergó la final de la Copa Mundial Interactiva de la FIFA, en la que Spencer Ealing (conocido como Gorilla) ganó a Kai Wollin (conocido como DETO).
En 2005, el Central Hall solicitó una licencia para vender alcohol en su cafetería y salas de conferencias, lo que generó una fuerte controversia. Dado que la Iglesia Metodista ha promovido tradicionalmente la abstinencia y habitualmente prohíbe el consumo de alcohol en las instalaciones de la iglesia, muchos metodistas consideraron que esta solicitud desafiaba las reglas de la iglesia y presentaron una objeción por escrito.
El edificio también es usado frecuentemente para investigaciones públicas, como aquellas sobre el accidente ferroviario de Paddington de 1999, el hundimiento del barco de recreo Marchioness o el incidente del Domingo Sangriento en Irlanda del Norte.

## Arquitectura

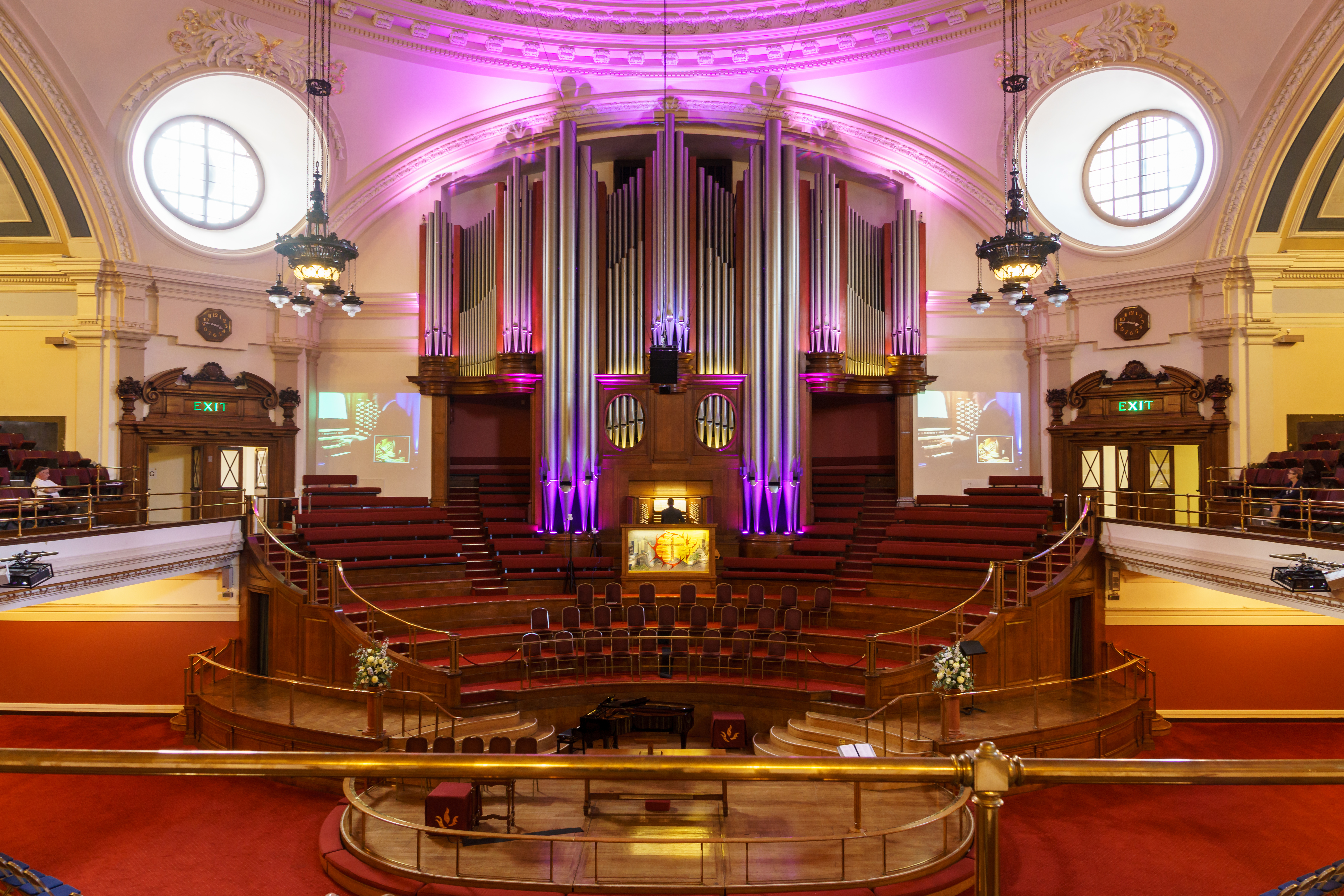
El gran órgano contiene 3789 tubos y está situado en el Great Hall.

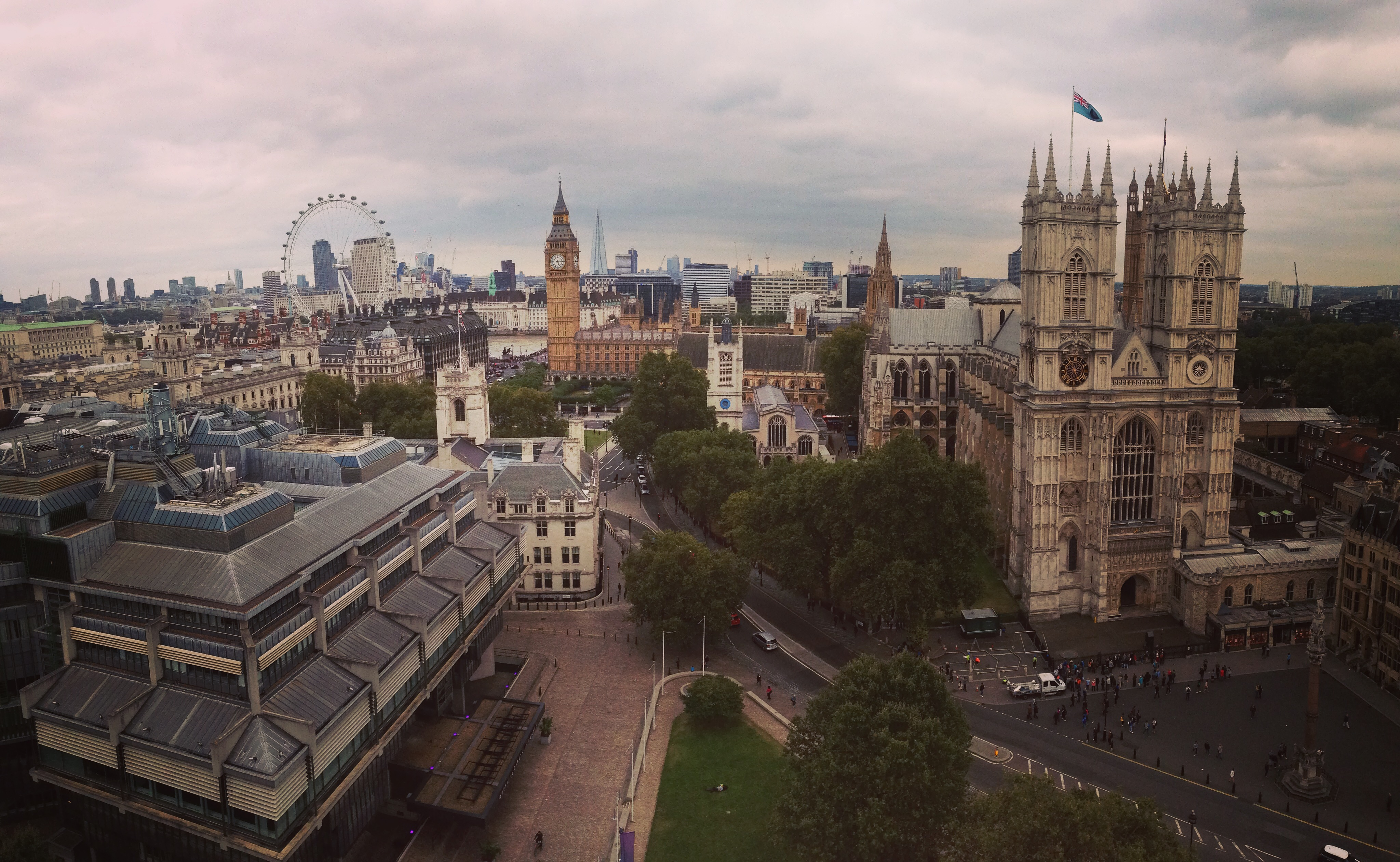
Vista de Londres desde la azotea del Methodist Central Hall, mirando hacia el este.

El Methodist Central Hall es un monumento clasificado de grado II*. Fue diseñado por Edwin Alfred Rickards, del estudio Lanchester, Stewart and Rickards. Este estudio también diseñó el edificio del Ayuntamiento de Cardiff, con el que comparte muchas similitudes. Aunque su fachada exhibe un elaborado estilo barroco, que contrasta con la abadía de Westminster, fue uno de los primeros edificios del Reino Unido con estructura de hormigón armado. El interior fue diseñado de una manera similar, a una escala piranesiana, aunque la ejecución fue más económica.
El diseño original de 1904 incluía dos pequeñas torres en la fachada principal (este), frente a la abadía de Westminster, que sin embargo nunca fueron construidas, probablemente debido a la preocupación de que reducirían el dominio de las torres occidentales de Nicholas Hawksmoor de la abadía en las vistas desde el St. James's Park. La construcción del edificio se completó en 1911.
El techo abovedado del Great Hall es considerado el segundo más grande de su clase en el mundo. La enorme escala de la estructura de hormigón armado refleja la intención original de que el Central Hall fuera un lugar de encuentro para «predicación al aire libre bajo un techo». Los ángeles en las enjutas exteriores fueron diseñados por Henry Poole.

### Órgano
El órgano fue construido en 1912 por William Hill & Sons y reconstruido en 1970 por Rushworth and Dreaper. En 2011, Harrison & Harrison revisó su disposición, instaló nuevas cajas de resonancia y pintó los tubos delanteros. El órgano tiene 57 registros y 3789 tubos distribuidos en cuatro manuales y un pedal.